# Ninivei Szent Izsák
Ninivei Szent Izsák vagy Szír Szent Izsák (arabul: إسحاق النينوي, ógörögül: Ισαάκ της Νινευή), (kb. 640 – kb. 700) ortodox szír szerzetes, egyházi író, gyakorta idézett tekintély az ortodox keleti egyházakban.

## Élete
Izsák Bet-Katraye helységben született, a Perzsa-öböl partjához közel. Itt tanult és itt lett szerzetes. Valamikor 660 és 680 között Ninive püspökévé választották. Mindössze 5 hónapig működött püspökként, majd visszavonult a hegyek közé. Egy ideig anakhorétaként élt, majd belépett Rabban Shabur monostorába, ahol olyan kemény aszkéta életet gyakorolt, és olyan szorgalommal olvasta a Szentírást, hogy a végsőkig legyöngült és majdnem teljesen megvakult. Élete végén tollba mondta műveit tanítványainak, akik "szelídsége, tanulékonysága, alázata és a beszédben való nyájassága miatt Didimosznak nevezték" – utalva Vak Didümoszra (313 – 398). Halála után Rabban Shaburban temették el.

## Munkássága

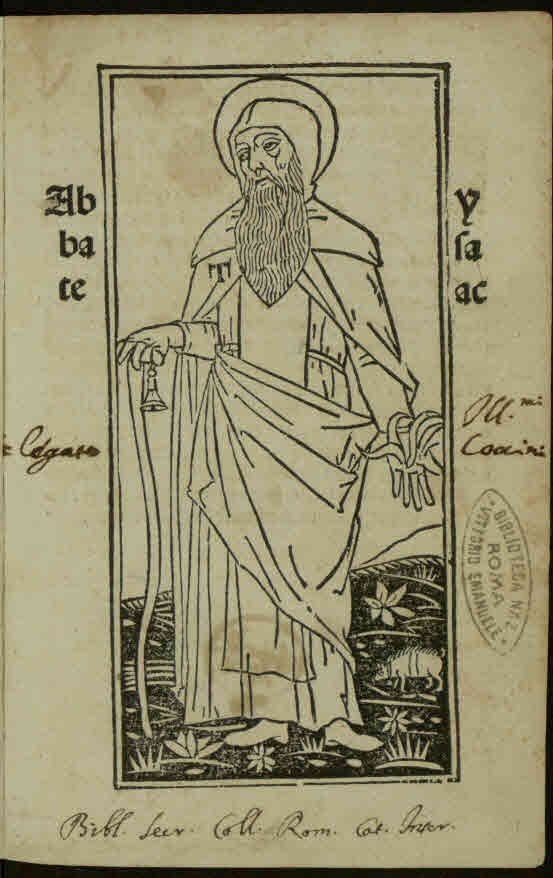
De perfectione vitae theoreticae, 1500

Fennmaradt műve között szerepel A szerzetesi tökéletességről első része.  Misztikus írásai nagy tekintélynek örvendtek a keleti egyházakban, ugyanakkor nagy vitát is váltottak ki. Hírneve és művei végül is felülkerekedtek minden vitán, és még a nesztoriánusok ellenfelei, a jakobiták (szír monofiziták) is elfogadták munkásságát.
A IX. században a palesztinai Szt. Szabbász lavra két szerzetese görögre fordította Izsák misztikus írásait, amelyek így be tudtak hatolni a bizánci szerzetesség világába is. A görög változatot 1770-ben kinyomtatták Lipcsében, majd 1895-ben pedig Athénben. Még nagyobb népszerűségnek örvendett a szlávok között. Velicskovszkij Szent Paisziosz  fordítását 1787-ben Moszkvában adták ki, 1854-ben újranyomták.
Izsák művei azonban ismeretesek – arab fordítások nyomán – a kopt és az etióp szerzetesség körében is. Újabban, egy 1968-ban kiadott – ortodox imaéletről szóló – kairói gyűjteményben szerepel.
A nyugati világ az 1505-ben, Velencében kiadott, latin nyelvű De contempu mundi című gyűjteményből kezdte megismerni.